# Hydrophis nigrocinctus
Disteira nigrocincta là một loài rắn trong họ Rắn hổ. Loài này được Daudin mô tả khoa học đầu tiên năm 1803.